# 時間立方
時間立方是一個由吉恩·雷（Gene Ray，又稱）於1997年創辦的網站。在該網站上，雷載述了他自己製作的現實模型，即「時間立方」。
创始人吉恩雷認為所有現代物理學都是錯誤的，所有宗教（特別是基督宗教）是邪惡的，且「家庭」這一概念正在荼毒兒童。時間立方模型指出一天其實是單獨四天在同時出現。約翰·C·德沃夏克在雜誌《電腦時空》上指出「時間立方是最有嚼頭的奇思異想網站」。

## 概念

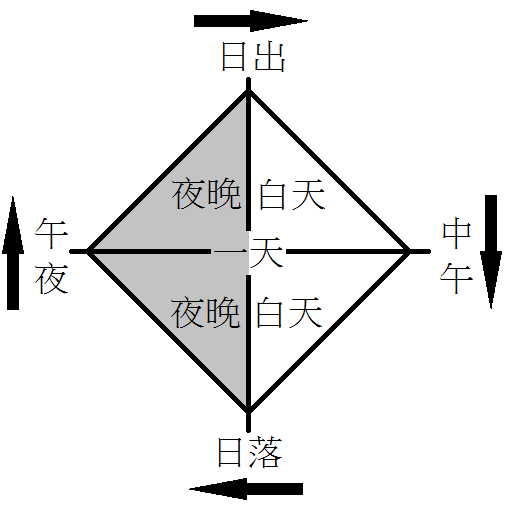
時間立方的概念，當中四天，即4個24小時是同時進行的。

在此網站上，大部份字都是寫在網頁的中間，並且每一段字都擁有不同的字體、顏色和大小。以下句子是摘引自TimeCube.com網站，以說明雷的觀點：
當太陽照射地球時，地球的兩邊上便會出現兩個主要時間點，即中午和午夜。在這兩個主要時間點之間，存在著兩個次要時間點，即日出和日落。

這四個等距離的時間點可被視為時間立方在地球上存在的印證。當某個時間點在球體的地球旋轉一周後，其餘三個時間點都會同樣旋轉一周，並因此在一天創造了16個時間點，96小時和4個同時進行的一天。
雷亦懸賞了10,000美元，並指出能夠證明時間立方是錯的人便能得到懸賞金。約翰·C·德沃夏克在雜誌《電腦時空》上將雷的懸賞稱為「無盡的廢話」。

## 公眾反應
在雷發表時間立方後，便引來了公眾的關注和反響。雷於2002年1月在麻省理工学院發表了關於時間立方的演講。該演講是自由活動月期間學生組織的課外活動之一。在演講期間，雷再次提及10,000美元懸賞一事，並向該校的教授挑戰，但是沒有人接受他的挑戰。
於2003年，馬丁·薩金特訪問了雷，並問他成為網絡紅人的感受。雷指出這不是他想要的地位，但他覺得這是他不得不做的事，因為「沒有作家或演講家理解時間立方」。雷亦於2005年3月在佐治亚理工学院發表了關於時間立方的演講，並抨擊學術界人士對大眾的誤導。
於2004年，一篇刊登於校報《緬因州校園》的社論談及了時間立方“微妙的種族主義意識形態”，並指出雷提出的種族融合思想會「毀滅所有種族」。
於2005年，布萊特·漢諾威製作了一齣名為「上帝之上」（Above God）的短紀錄片。該紀錄片主要講述關於雷和其時間立方。該紀錄片在獨立孟菲斯電影節（Indie Memphis Film Festival）和亞特蘭大地下電影節（Atlanta Underground Film Festival）贏得了「最佳紀錄片獎」。

## 外部連結
- TimeCube.com
- Bei Dawei.  (PDF). Library of Hsuan Chuang University.   [2013-09-28]. （原始内容 (PDF)存档于2014-11-08）.